# Гудович Андрій Іванович
Андрі́й Іва́нович Гудо́вич (рос. Андрей Иванович Гудович; нар. 1781 (або 1782) — пом. 20 травня 1867) — граф (з 5 травня 1797), воєначальник Російської імперії, генерал-майор (1812) і таємний радник. Син генерал-фельдмаршала Івана Гудовича та графині Прасковії Розумовської, онук останнього гетьмана України Кирила Розумовського.

## Біографія

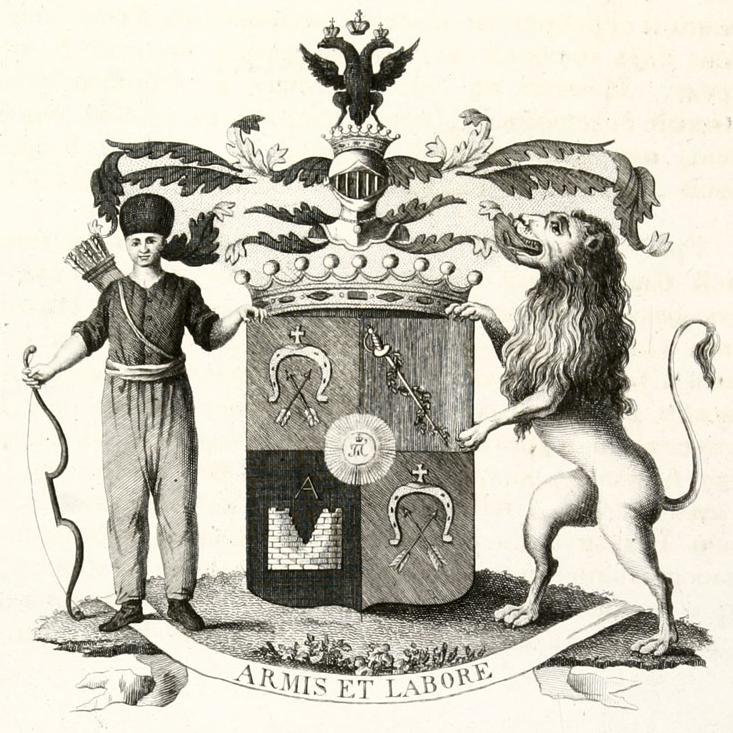
Герб графів Гудовичів

На військову службу за тодішнім звичаєм Андрія Гудовича зарахували в дитинстві — 1 грудня 1783 року він був записаний сержантом лейб-гвардії Ізмайловського полку. Вже 25 грудня був переведений вахмістром у лейб-гвардії Кінний полк, а в січні 1795 отримав звання корнета. З 1797 — підпоручик, 1798 — поручик, 1799 — штаб-ротмістр, 1801 — ротмістр і полковник, 20 листопада 1803 переведений в Уланський Його Імператорської Величності великого князя Костянтина Павловича полк. Учасник воєн — російсько-австро-французької 1805 року (особливо відзначився в битві під Аустерліцом, де ескадрон під його командуванням відбив 3 французькі пушки, хоча пізніше змушений їх полишити при відступі свого полку), російсько-шведської (1808—1809 років) (відзначився в боях при Куопіо та Улеаборзі), франко-російської 1812 року (отримав важке поранення в бою біля с. Шевардіно під час Бородінської битви), закордонних походів російської армії 1813—1814 років (зокрема був учасником знаменитих боїв при Бауцені та битви народів під Лейпцигом). 8 квітня 1809 очолив Орденський кирасирський полк. 16 грудня 1812 року йому присвоєно звання генерал-майора (зі старшинством від 24 серпня 1812 р.). 29 серпня 1814 очолив 1-шу бригаду 3-ї кирасирської дивізії. 2 квітня 1816 року, перебуваючи на той час уже в Росії, вийшов у відставку "за ранами". У 1832—1841 роках був московським губернським предводителем дворянства. 20 жовтня 1844 року прийнятий на придворну службу з чином статського радника на посаду єгермейстера двору Його Імператорської Величності, 26 серпня 1856 року підвищений до звання обер-єгермейстера.
Відзначився також благодійністю. В 1796 році заснував у своєму маєтку в Чечельнику Покровсько-Михайлівський собор висотою 52 м. В 1860 році власним коштом встановив на соборі новий головний дзвін вагою 1.7 т (церква вважалась одною з найкрасивіших в Україні, в 1937 р. церкву було підірвано вибухом, відбудована в 1996 р.). Також був почесним опікуном Московського дворянського інституту, почесним опікуном в Московській опікунській раді, почесним опікуном Московського комерційного училища, був членом Комісії з будівництва Храму Христа Спасителя. Окрім цього входив до складу російських масонів. Йому належало близько 20 000 душ селян в різних частинах імперії.
Помер 20 травня 1867 року, похований у власному маєтку Поліваново Подольського повіту Московської губернії поряд з церквою Благовіщення Пресвятої Богородиці. В 1999 році надгробний пам'ятник було відновлено.
Портрет Гудовича розміщено у Військовій галереї — одній з галерей Зимового палацу у Санкт-Петербурзі, де представлено 332 портрети російських генералів, що брали участь у Франко-російській війні 1812 року.

## Сім'я
Був двічі одружений, вперше — з польською шляхтянкою Катериною Миколаївною Правдич-Залеською (пол. Katarzyna Prawdzic-Zaleska) (1781 † 1847), вдовою генерал-майора графа Івана Васильовича Мантейфеля (1771 † 1813), котра мала від першого чоловіка двох доньок: Ернестину (1810 † 1856) та Лючію. У 1849 році граф Андрій Гудович передав свій родовий маєток Поліваново одній із них, а саме Ернестині. Від цього шлюбу в графа Гудовича народилась одна донька Анна (1818 † 1882), з 12.11.1837 у шлюбі з князем Миколою Івановичем Трубецьким (1807 † 1874). 
Уже в поважному віці (1856 р.) старий граф одружився вдруге з Єлизаветою Дмитрівною Данзас (до шлюбу Закревською) (1815 † 1866), вдовою гвардії полковника Антона Карловича Данзаса, котра також мала дітей від першого шлюбу.